# 湖南碘泡虫
湖南碘泡虫（学名：Myxobolus hunanensis）为碘泡科碘泡虫属的动物。在中国，分布于湖南等，营寄生生活，寄生在鲢的胆囊。
其种加词“hunanensis”意为“湖南的”。